# 本橋成一
本橋 成一（もとはし せいいち、1940年4月3日 - ）は、日本の写真家、映画監督。東京都中野区生まれ。平和・協同ジャーナリスト基金の代表委員。

## 人物
1960年代から写真家としての本格的な活動を始め、現在に至るまで炭鉱や魚河岸、上野駅、サーカス、屠場など市井の人々をテーマにした作品を数多く残している。
また1998年、チェルノブイリ原子力発電所事故の被災地で暮らす人々を撮影した『ナージャの村』を初監督、映画監督としてのキャリアをスタートさせる。
以降2002年『アレクセイと泉』、2006年『ナミイと唄えば』、2009年『バオバブの記憶』、2015年『アラヤシキの住人たち』と計5本の作品を監督。
またプロデュースを手掛けた映画作品として『水になった村』（2007年）、『祝の島』（2010年）、『ある精肉店のはなし』（2013年）がある。

## 略歴
- 1940年 東京都中野区東中野に生まれる[2]。
- 1945年 東京大空襲に遭う[2]。
- 1947年 中野区立桃園第二小学校へ入学[2]。
- 1948年 自由学園初等部へ転校[2]。
- 1953年 自由学園男子部普通科（現中等科）入学。高校3年生まで寮生活を送る[2]。
- 1956年 自由学園男子部高等科入学[2]。
- 1957年 父親に初めてのカメラ（キヤノン L1）を買ってもらう[2]。
- 1963年 自由学園卒業。東京綜合写真専門学校入学[3]。
- 1965年 筑豊文庫の上野英信を訪ね、その後 九州・北海道の炭鉱の人々を撮り始める[3]。
- 1965年 報道写真家岡村昭彦と出会い1年半アシスタントをする。岡村の代わりに連絡係としてベトナムに赴く[3]。
- 1968年 作品「炭鉱〈ヤマ〉」で、第5回太陽賞受賞[3]。
- 1971年 『太陽』の仕事でユーラシア大陸を6ヶ月かけて横断する[3]。
- 1972年 色川大吉『ユーラシア大陸思索行』でデンマーク、オーストリア、ギリシャ、トルコ、インドなどを撮影[4]。
- 1972年 小沢昭一『諸國藝能旅鞄』（写真/本橋成一）6回連載[4]。
- 1973年 フジテレビ『動物家族』のムービーカメラマンとして羽仁進と9ヶ月間東アフリカに滞在[4]。
- 1974年 仲間と共同事務所JPU(ジャーナリスティック・フォトグラファー・ユニオン)を構える[4]。
- 1976年 小沢昭一編集『藝能東西』の仕事で初めてサーカスを撮る[4]。
- 1977年 日産自動車新聞広告の仕事で再びユーラシア大陸を3ヶ月で横断[4]。
- 1980年 写真集『サーカスの時間』（筑摩書房）を刊行。個展「サーカスの時間」（新宿ニコンサロン・東京）[5]
- 1983年 写真集『上野駅の幕間』（現代書館）を刊行。個展「上野駅の幕間」（オリンパスギャラリー・東京）[5]
- 1985年 画家丸木位里・丸木俊のスライド集『ひろしまを見たひと』（監督・土本典昭）の作品を撮影[5]。
- 1987年 写真集『ふたりの画家 丸木位里・丸木俊の世界』（晶文社）を刊行[6]。
- 1988年 写真集『魚河岸 ひとの町』（晶文社）を刊行[6]。
- 1989年 立松和平に同行して、パリ・ダカールラリーを撮影する[6]。
- 1989年 写真集『サーカスが来る日』（リブロポート）を刊行。個展「サーカスが来る日」（オリンパスギャラリー・東京）[6]
- 1990年 『砂の水平線』共著・立松和平（平凡社）を刊行[6]。
- 1991年 チェルノブイリ原発とその被災地ベラルーシに通い始め、汚染地域で暮らす人々を撮影[6]。
- 1993年 写真絵本『チェルノブイリからの風』（影書房）を刊行[7]。
- 1993年 写真集『サーカスの詩』（影書房）を刊行[7]。
- 1994年 写真集『無限抱擁』（リトルモア）を刊行[7]。
- 1995年 写真集『無限抱擁』で日本写真協会賞年度賞、写真の会賞を受賞[7]。
- 1998年 写真集『ナージャの村』（平凡社）を刊行[8]。
- 1998年 写真集『ナージャの村』で第17回土門拳賞受賞[8]。
- 1998年 ドキュメンタリー映画『ナージャの村』を初監督。ベルリン国際映画祭に出品[8]。
- 2002年 ドキュメンタリー映画『アレクセイと泉』公開。第52回ベルリン国際映画祭にてベルリナー新聞賞及び国際シネクラブ賞受賞。第12回サンクトペテルブルク映画祭でグランプリなど受賞多数[8]。
- 2002年 個展「ナジェージダ〈希望〉」（東京都写真美術館・東京）[8]
- 2002年 雑誌の連載で開戦前のイラク国内を旅する。翌年『イラクの小さな橋を渡って』（池澤夏樹との共著）を緊急刊行[9]。
- 2003年 映画館「ポレポレ東中野」運営を開始。
- 2003年 毎日新聞にて“生命の旋律”を一年間連載し、翌年、写真集『生命の旋律の旋律～本橋成一が撮る人間の生き様集～』を刊行[9]。
- 2004年 映像作品『DO YOU BOMB THEM?』語り・池澤夏樹、監督・本橋成一を発表。
- 2004年 個展「ナジェージダ〈希望〉」（サンクトペテルブルク　ロシア国立図書館ギャラリー・ロシア）[9]。
- 2006年 歌と三線一本で流浪の人生を送ってきた石垣島のおばあを描いたドキュメンタリー映画『ナミイと唄えば』を公開[9]。
- 2007年 個展「タイムトンネルシリーズVol.24　本橋成一「写真と映画と」」（クリエイションギャラリーG8／ガーディアン・ガーデン・東京）
- 2007年 徳山ダムに沈んだ岐阜県徳山村に最後まで住み続けた村人たちの暮らしを15年追った映画「水になった村」を初プロデュース。
- 2009年 写真集『バオバブの記憶』（平凡社）を刊行。
- 2009年 ドキュメンタリー映画『バオバブの記憶』公開。
- 2010年 プロデュース作品『祝の島』公開。
- 2010年 写真集『昭和藝能東西』（オフィスエム）を刊行。個展「昭和藝能東西」（銀座ニコンサロン・東京／大阪ニコンサロン・大阪）。
- 2011年 写真集『屠場〈とば〉』（平凡社）を刊行。個展「屠場〈とば〉」（リバティおおさか・大阪）
- 2012年 個展「屠場〈とば〉」（銀座ニコンサロン・東京／大阪ニコンサロン・大阪）
- 2012年 写真集『上野駅の幕間』新装改訂版（平凡社）を刊行。
- 2012年 企画展「屠場〈とば〉」（原爆の図丸木美術館・埼玉）。
- 2013年 写真絵本『うちは精肉店』（農山漁村文化協会）を刊行。
- 2013年 プロデュース作品『ある精肉店のはなし』公開。
- 2013年 写真集『屠場〈とば〉』・写真集『上野駅の幕間』新装改訂版で日本写真協会賞作家賞を受賞。
- 2013年 個展「サーカスの時間」（ギャラリーパストレイズ・神奈川）。
- 2013年 写真絵本『うちは精肉店』で第23回けんぶち絵本の里大賞「びばからす賞」を受賞。
- 2013年 写真集『サーカスの時間』増補再構成版（河出書房新社）を刊行。
- 2014年 企画展「フィールド・リフレクション」に参加（川口市立アートギャラリー・アトリア）。
- 2014年 個展「上野駅の幕間」（キヤノンギャラリー S・東京）。
- 2014年 個展「上野駅の幕間」（ギャラリーパストレイズ・神奈川）。
- 2014年 写真絵本『うちは精肉店』で第61回産経児童出版文化賞「JR賞」を受賞。
- 2015年 写真集『炭鉱〈ヤマ〉』新版（海鳥社）を刊行。
- 2015年 個展「炭鉱〈ヤマ〉」（銀座ニコンサロン・東京／大阪ニコンサロン・大阪）
- 2015年 写真絵本『アラヤシキの住人たち』（農山漁村文化協会）を刊行。
- 2015年 ドキュメンタリー映画『アラヤシキの住人たち』公開。
- 2016年 展覧会「本橋成一　在り処」（IZU PHOTO MUSEUM〔クレマチスの丘〕・静岡）。
- 2016年 写真集『無限抱擁』新版（西田書店）を刊行。
- 2016年 写真集『在り処』（NOHARA）を刊行。
- 2016年 写真冊子『青函連絡船の人びと』（津軽書房）を刊行。
- 2016年 個展「上野駅の幕間　そして、青函連絡船」（青森県立美術館・青森）。
- 2016年 個展「築地魚河岸ひとの町」（東海道かわさき宿交流館・神奈川）。
- 2016年 写真集『築地魚河岸ひとの町』（朝日新聞出版）を刊行。
- 2016年 個展「築地魚河岸ひとの町」（築地メリーキャブ・東京）。
- 2017年 展覧会「本橋成一　在り処」（入江泰吉記念奈良市写真美術館・奈良）。
- 2017年 展覧会「生命の樹」（ヴァンジ彫刻庭園美術館〔クレマチスの丘〕・静岡）に参加。
- 2017年 展覧会「ふたりの画家　丸木位里・丸木俊の世界」（原爆の図丸木美術館・埼玉）。
- 2017年 写真集『位里と俊』（オフィスエム）を刊行。
- 2017年 写真展「在り処」（IZU PHOTO MUSEUM、2016年）及び一連の作家活動に対して第33回写真の町東川賞国内作家賞受賞。
- 2017年 写真絵本『アラヤシキの住人たち』（農山漁村文化協会）が国際推薦児童図書目録『ホワイト・レイブンズ』（2017年度）入選。
- 2017年 写真絵本『バオバブのことば』（ふげん社）を刊行。
- 2018年 開館45周年記念展「絵画と想像力　丸木位里・俊とベルナール・ビュフェ」（ベルナール・ビュフェ美術館〔クレマチスの丘〕・静岡）に参加。
- 2018年 展覧会「本橋成一　在り処」（田川市美術館・福岡）。
- 2018年 展覧会「本橋成一　在り処」（佐喜眞美術館・沖縄）。
- 2019年 展覧会「サーカス博覧会」（原爆の図丸木美術館・埼玉）に参加。
- 2019年 エッセイ集『世界はたくさん、人類はみな他人』（かもがわ出版）を刊行。
- 2020年 展覧会「炭鉱〈ヤマ〉」（福岡県人権啓発情報センター・春日市）。
- 2021年 ギャラリー・イベントスペース「ありかHole」運営を開始。
- 2021年 写真集『新版 屠場』（平凡社）を刊行。
- 2021年 映像記録『人間の汚した土地だろう、どこへ行けというのか』公開。
- 2022年 エッセイ集『昭和、記憶の端っこで 本橋成一の写真を読む』著者・村石保（かもがわ出版）を刊行。
- 2023年 展覧会「本橋成一とロベール・ドアノー　交差する物語」（東京都写真美術館・東京）。

## 主な作品

### 写真集
- 『炭鉱〈ヤマ〉』1968年（現代書館）
- 『サーカスの時間』1980年（筑摩書房）
- 『上野駅の幕間』1983年（現代書館）
- 『ふたりの画家 丸木位里・丸木俊の世界』1987年（晶文社）
- 『魚河岸 ひとの町』1988年（晶文社）
- 『サーカスが来る日』1989年（リブロポート）
- 『老人と海』1990年（朝日新聞社）
- 『サーカスの詩』1993年（影書房）
- 『無限抱擁』1995年（リトルモア）
- 『ナージャの村』1998年（平凡社）
- 『アレクセイと泉』2002年（小学館）
- 『生命（いのち）の旋律〜本橋成一が撮る人間の生き様集〜』2004年（毎日新聞社）
- 『バオバブの記憶』2009年（平凡社）
- 『昭和藝能東西』2010年（オフィスエム）
- 『屠場〈とば〉』2011年（平凡社）
- 『上野駅の幕間』新装改訂版 2012年（平凡社）
- 『サーカスの時間』増補再構成版 2013年（河出書房新社）
- 『炭鉱〈ヤマ〉』新版 2015年（海鳥社）
- 『無限抱擁』新版 2016年（西田書店）
- 『在り処』 2016年（NOHARA）
- 『青函連絡船の人びと』 2016年（津軽書房）
- 『築地魚河岸ひとの町』 2016年（朝日新聞出版）
- 『位里と俊』 2017年（オフィスエム）
- 『新版 屠場』 2021年（平凡社）

### 単行本
- 『パリのお菓子屋さん』共著・山本益博 1980年（文化出版局）
- 『砂の水平線』共著・立松和平 1990年（平凡社）
- 『砂の旅人』共著・立松和平 1993年（駸々堂）
- 『ナージャ希望の村』2000年（学習研究社）
- 『イラクの小さな橋を渡って』共著・池澤夏樹 2003年（光文社）

### 写真絵本
- 『チェルノブイリからの風』1993年（影書房）
- 『アレクセイと泉のはなし』2004年（アリス館）
- 『うちは精肉店』2013年（農山漁村文化協会）
- 『アラヤシキの住人たち』2015年（農山漁村文化協会）
- 『バオバブのことば』2017年（ふげん社）

### 文庫
- 『サーカスがやってくる』共著・西田敬一 1982年（旺文社）

### 映画
- 『ナージャの村』1997年（監督）
- 『アレクセイと泉』2002年（監督）
- 『ナミイと唄えば』2006年（監督）
- 『水になった村』2007年（プロデューサー）監督・大西暢夫
- 『バオバブの記憶』2009年（監督）
- 『祝の島』2010年（プロデューサー）監督・纐纈あや
- 『ある精肉店のはなし』2013年（プロデューサー）監督・纐纈あや
- 『アラヤシキの住人たち』2015年（監督）

### DVD
- 『ナージャの村』販売元：新日本映画社
- 『アレクセイと泉』販売元：新日本映画社
- 『ナミイと唄えば』販売元：新日本映画社
- 『バオバブの記憶』販売元：新日本映画社
- 『本橋成一ツインパック（ナージャの村・アレクセイと泉）』販売元：新日本映画社
- 『アラヤシキの住人たち』販売元：ポレポレタイムス社

### その他
- 映像作品『DO YOU BOMB THEM?』語り・池澤夏樹 監督・本橋成一 2004年
- エッセイ集『世界はたくさん、人類はみな他人』2019年（かもがわ出版）
- 映像記録『人間の汚した土地だろう、どこへ行けというのか』監督・本橋成一 2021年
- エッセイ集『昭和、記憶の端っこで 本橋成一の写真を読む』著者・村石保 2022年（かもがわ出版）
- 『山に生きる　福島・阿武隈　シイタケと原木と芽吹きと』著者・鈴木久美子 写真・本橋成一 2023年（彩流社）
- 図録『本橋成一とロベール・ドアノー　交差する物語』東京都写真美術館 編 2023年（平凡社）

## 受賞歴
- 「炭鉱〈ヤマ〉」
  - 第5回太陽賞[10]
- 写真集『無限抱擁』
  - 日本写真協会賞年度賞[11]
  - 写真の会賞[11]
- 写真集『ナージャの村』
  - 土門拳賞[12]
- 写真集『屠場〈とば〉』『上野駅の幕間』新装改訂版
  - 日本写真協会賞作家賞[13]
- 写真絵本『うちは精肉店』2013年（農山漁村文化協会）
  - 第23回けんぶち絵本の里大賞「びばからす賞」 [14]
  - 第61回産経児童出版文化賞「JR賞」[15]
- 写真絵本『アラヤシキの住人たち』2015年（農山漁村文化協会）
  - 2017年 国際推薦児童図書目録『ホワイト・レイブンズ』入賞[16]
- 写真展「在り処」（IZU PHOTO MUSEUM、2016年）及び一連の作家活動に対して
  - 第33回写真の町東川賞 国内作家賞[17]
- 映画『ナージャの村』
  - 第8回文化庁優秀映画作品賞受賞[18]
  - 第1回台湾国際ドキュメンタリー映画祭 アジア映画連盟特別賞[18]
  - ドイツ・フライブルク環境映画祭 グランプリ[18]
  - ハワイ国際映画祭ドキュメンタリー部門 グランプリ[18]
  - トルコ国際環境映画祭 批評家賞[18]
  - 第6回1997年度日本映画撮影監督協会JSC賞本賞[18]
- 映画『アレクセイと泉』
  - 第52回ベルリン国際映画祭 ベルリナー新聞賞、国際シネクラブ賞[19]
  - 第12回ロシア・サンクトペテルブルク映画祭 グランプリ[19]
  - 第19回ドイツ・フライブルク国際環境映画祭 最優秀芸術作品金山猫賞[19]
  - 第27回モントリオール国際映画祭AQCC賞[19]
  - 第5回ブラジル・ゴイアス環境映像祭審査員特別賞[19]
  - イタリア・セルビノ国際映画祭ドキュメンタリー部門作品賞[19]
- 映画『アラヤシキの住人たち』
  - 平成27年度 厚生労働省社会保障審議会推薦児童福祉文化財 推薦[20]

## エピソード
- 写真集『上野駅の幕間』は木村伊兵衛賞の最終選考まで残っていた。この事を審査員の井上ひさしから聞いた小沢昭一は本橋に対して「表通りから一本入った裏通りってのはいいもんだよ」と励ましの電話をかけている[21]。
- 事務所の名前である「ポレポレタイムス社」の“ポレポレ”はスワヒリ語で“ゆっくりゆっくり”の意味である。当時“ポレポレタイムス”という不定期の冊子を発行していた為、この社名がついた[22]。